# ول پلوموود
وال پلوموود (انگلیسی: Val Plumwood; ۱۱ اوت ۱۹۳۹ – ۲۹ فوریهٔ ۲۰۰۸) فیلسوف، و استاد دانشگاه اهل استرالیا بود.